# 織田信張
織田信張（1527年—1594年11月4日），日本戰國時代武將，是小田井城主織田寬政的次子，通稱又六郎、太郎左衛門。正室是織田信康的女兒。曾經用過寛廉、信純、信弘等名字，有子織田信直。

## 生平
織田信張出身於織田三奉行系統中的「藤左衛門家」一脈，由於的「彈正忠家」織田信秀掌握了尾張國的實權，所以臣服在他麾下，在出仕織田信長後得到他賜予偏諱中的「信」字，因此改名信張。
織田信張曾經參家對近江淺井家的進攻與火燒比叡山，在天正4年（1576年），獲得從五位下左兵衛佐的官位，後於天正5年（1577年）的雜賀征伐後，擔當紀伊佐野砦的守將、因功移封岸和田城，領有和泉半國，乃事信長直轄軍的一員。
天正10年（1582年）時再度進入紀伊協助鈴木重秀對抗國人眾土橋氏，本能寺之變後由於紀伊國人眾蜂起叛亂，遂與蜂屋賴隆一同為鎮壓而努力。戰後回歸尾張居城小田井城，出仕織田信雄擁有1100貫知行。天正12年（1584年）時也做為信雄家臣和土佐長宗我部氏連絡聯手對抗勢大的羽柴秀吉。
天正15年（1587年）佐佐成政治理肥後失敗，被下令切腹後，羽柴秀吉本打算將八代城交給織田信張，他卻固辭不受。後於文祿3年（1594年）在近江大津病故，享年68歲，法名長興寺月虎宗乙居士。

## 關連
- 織田信長
- 織田信雄
- 豐臣秀吉